# Vladimir Orlando Cardoso de Araújo Filho
Vladimir Orlando Cardoso de Araújo Filho, noto semplicemente come Vladimir (Ipiaú, 16 luglio 1989), è un calciatore brasiliano, portiere dell'Atl. Goianiense.

## Carriera
Cresciuto nelle giovanili del Santos, ha esordito il 2 febbraio 2011 in occasione del match del Campionato Paulista pareggiato 2-2 contro il Ponte Preta.